# Jüdischer Friedhof (Drove)

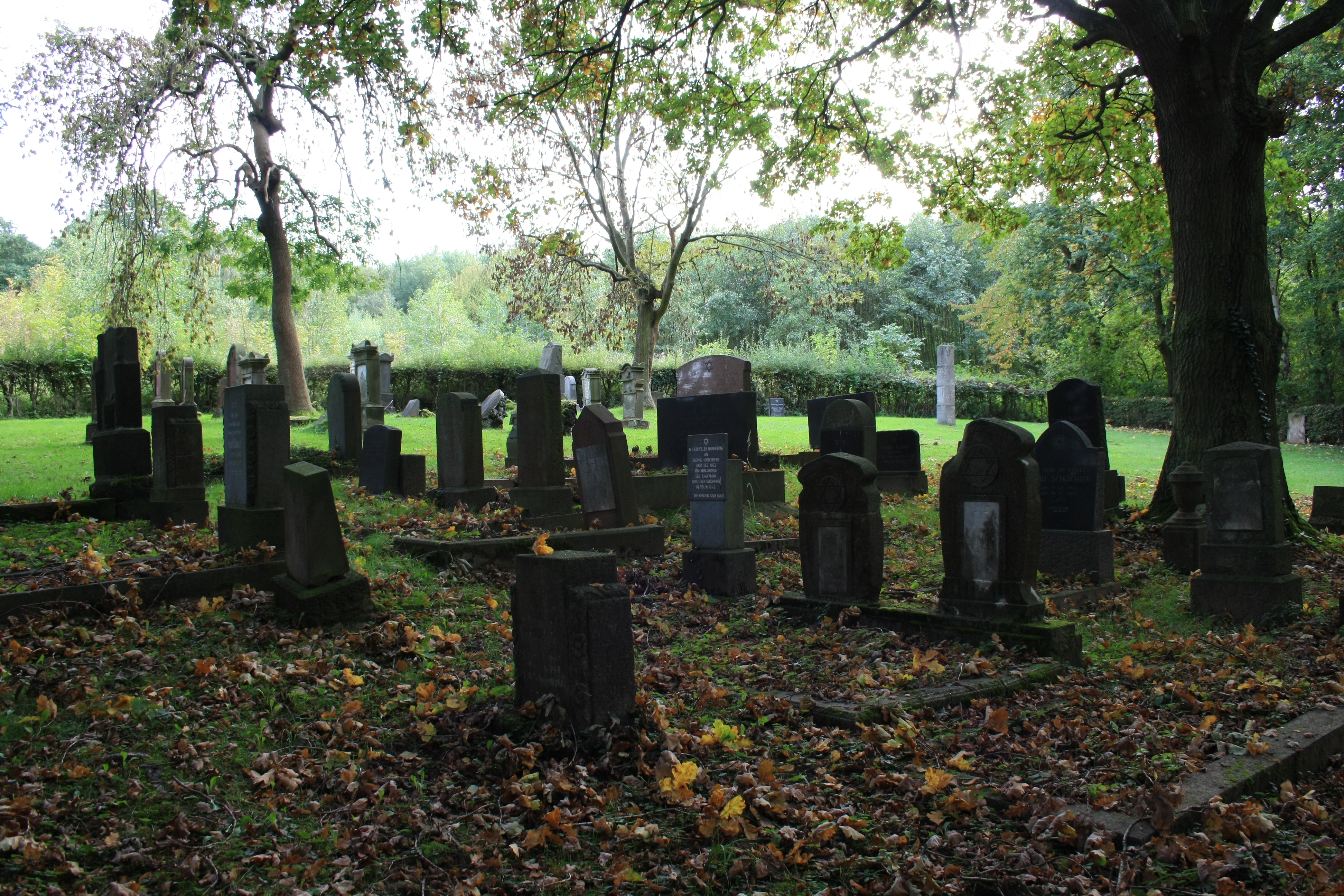
Ansicht des jüdischen Friedhofs in Drove

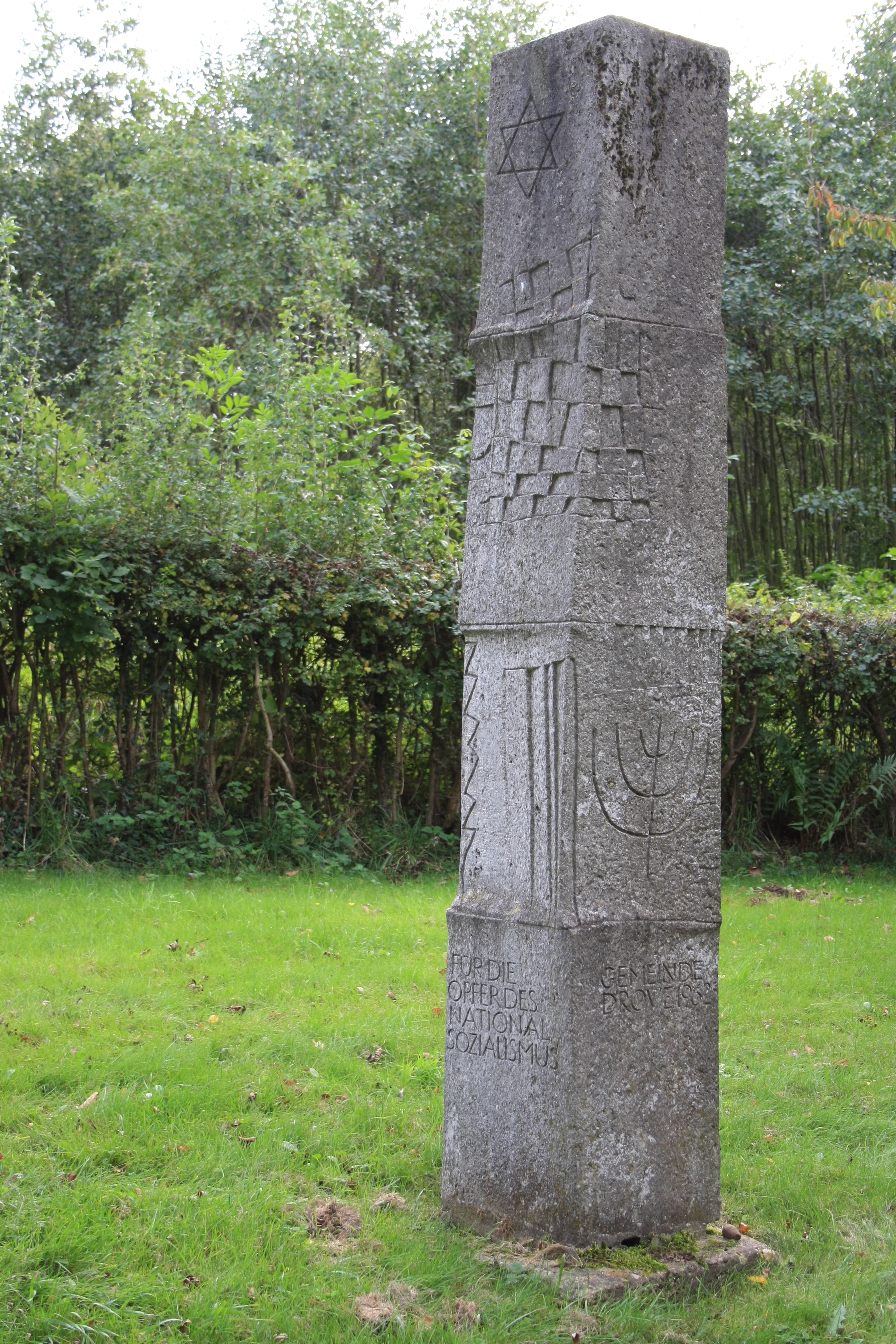
Mahnmal zur Erinnerung an die jüdischen Mitbürger von Drove

Der Jüdische Friedhof in Drove, einem Ortsteil der Gemeinde Kreuzau, befindet sich zwischen Drove und Thum an der Landesstraße 250 am Bruchberg im Kreis Düren (Nordrhein-Westfalen).
Die Juden aus Kreuzau und Nideggen nutzten den Friedhof schon ab etwa 1663. Die letzte Beerdigung datiert vom 1. Juni 1941. Die Grundstücksgröße beträgt 1611 m². Auf dem Begräbnisplatz stehen 60 Grabsteine (Mazewot). Im September 1962 wurde ein 2,50 m hohes Mahnmal aus Muschelkalk aufgestellt mit der Inschrift: „Für die Opfer des Nationalsozialismus“. Seit dem 26. März 1985 ist der Friedhof in die Denkmalliste der Gemeinde aufgenommen.
Der Schriftsteller Heinrich Böll, der lange Zeit im nahegelegenen Langenbroich lebte, hat den Friedhof mehrfach in seinem Aufsatz Die Juden von Drove aus dem Jahre 1984 erwähnt.